# Бабине (зупинний пункт)
Бабине (біл. Бабіна) — зупинний пункт Могильовського відділення Білоруської залізниці в Бобруйському районі Могильовської області. Розташований за 3,4 км на південний захід від села Бабіне 1; на лінії Жлобин — Осиповичі I, поміж станцією Савичі і станцією Березина.